# Понтедера, Джулио
Джу́лио Понтеде́ра (итал. Giulio Pontedera, лат. Julius Pontedera; 7 мая 1688, Виченца, Венеция — 3 сентября 1757[…], Лониго, Венеция) — итальянский ботаник.

## Биография
Джулио Понтедера родился в городе Виченца в Италии 7 мая 1688 года. Учился в Падуанском университете, под влиянием учёных Джованни Батисты Морганьи и Джованни Полени стал изучать ботанику. В 1715 году стал доктором наук. В 1719 году Понтедера был назначен профессором ботаники в Падуе. В том же году он стал директором Падуанского ботанического сада. Также в 1719 году Понтедера издал книгу Compendium tabularum botanicarum, в которой описал 272 вида растений, произрастающих в Италии. Карл Линней в 1753 году назвал в честь Понтедеры род Понтедерия. 3 ноября 1757 года Джулио Понтедера скончался.

## Некоторые научные работы
- Pontedera, J. (1719). Compendium tabularum botanicarum.
- Pontedera, J. (1720). Anthologia sive de floris natura.
- Pontedera, J. (1740). Antiquitatum Latinarum Graecarumque.

## Таксоны растений, названные в честь Дж. Понтедеры
- Pontederia L., 1753 — Понтедерия